# Gulella cuspidata
Gulella cuspidata é uma espécie de gastrópode da família Streptaxidae.
É endémica da Tanzânia.